# Tăng Kiện Hoảng
Tsang Kin Fong (tiếng Trung: 曾健晃; Việt bính: zang1 gin6 fong2; sinh ngày 2 tháng 1 năm 1993 ở Hồng Kông), là một cầu thủ bóng đá người Hồng Kông thi đấu cho câu lạc bộ tại Giải bóng đá ngoại hạng Hồng Kông R&F. Anh trai của anh, Tsang Chi Hau, cũng là một cầu thủ bóng đá người Hồng Kông thi đấu cho Eastern.

## Sự nghiệp câu lạc bộ
Tsang là một cầu thủ trẻ của Kitchee, từng giành chức vô địch U-15. Anh học trung học tại Lam Tai Fai College. Anh đại diện trường đại học ở HKSSF. Anh cũng chuyển đến Shatin, dẫn dắt bởi Lam Tai Fai, giúp Shatin vô địch Hồng Kông Second Division League 2008/09. Cuối cùng anh cũng có cơ hội thi đấu ở Giải bóng đá hạng nhất quốc gia Hồng Kông. Anh đá trận đầu tiên tại Giải bóng đá hạng nhất quốc gia Hồng Kông trước South China.
Shatin đứng thứ 9, đã xuống chơi tại Hồng Kông Second Division League. Vì vậy, Tsang quyết định gia nhập Kitchee, thi đấu với anh trai của mình một lần nữa tại câu lạc bộ. Vào mùa hè năm 2011, Tsang, cùng với anh trai, được cho mượn đến Hồng Kông Sapling.

## Thống kê sự nghiệp
Tính đến 12 tháng 9 năm 2011
| Câu lạc bộ             | Mùa giải | Giải vô địch | Giải vô địch | Junior Shield | Junior Shield | Cúp Liên đoàn | Cúp Liên đoàn | Cúp FA  | Cúp FA    | Cúp AFC | Cúp AFC   | Tổng    | Tổng      |
| Câu lạc bộ             | Mùa giải | Số trận      | Bàn thắng    | Số trận       | Bàn thắng     | Số trận       | Bàn thắng     | Số trận | Bàn thắng | Số trận | Bàn thắng | Số trận | Bàn thắng |
| ---------------------- | -------- | ------------ | ------------ | ------------- | ------------- | ------------- | ------------- | ------- | --------- | ------- | --------- | ------- | --------- |
| Shatin                 | 2008–09  | 8(4)         | 2            | 4 (2)         | 0             | N/A           | N/A           | 0 (0)   | 0         | N/A     | N/A       | 12      | 6         |
| Câu lạc bộ             | Mùa giải | Giải vô địch | Giải vô địch | Senior Shield | Senior Shield | Cúp Liên đoàn | Cúp Liên đoàn | Cúp FA  | Cúp FA    | Cúp AFC | Cúp AFC   | Tổng    | Tổng      |
| Câu lạc bộ             | Mùa giải | Số trận      | Bàn thắng    | Số trận       | Bàn thắng     | Số trận       | Bàn thắng     | Số trận | Bàn thắng | Số trận | Bàn thắng | Số trận | Bàn thắng |
| Shatin                 | 2009–10  | 10 (2)       | 0            | 0 (0)         | 0             | 0 (0)         | 0             | 2(1)    | 0         | N/A     | N/A       | 12      | 3         |
| Kitchee                | 2010–11  | 0 (0)        | 0            | 0 (0)         | 0             | 0 (0)         | 0             | 0 (0)   | 0         | N/A     | N/A       | 0 (0)   | 0         |
| Sapling                | 2011–12  | 16 (2)       | 0            | 2 (0)         | 0             | 1 (0)         | 0             | 2 (1)   | 0         | N/A     | N/A       | 21      | 3         |
| Sunray Cave JC Sun Hei | 2012–13  | 17 (0)       | 0            | 0 (0)         | 0             | 0 (0)         | 0             | 2 (0)   | 0         | N/A     | N/A       | 19(0)   | 0         |